# Mölln

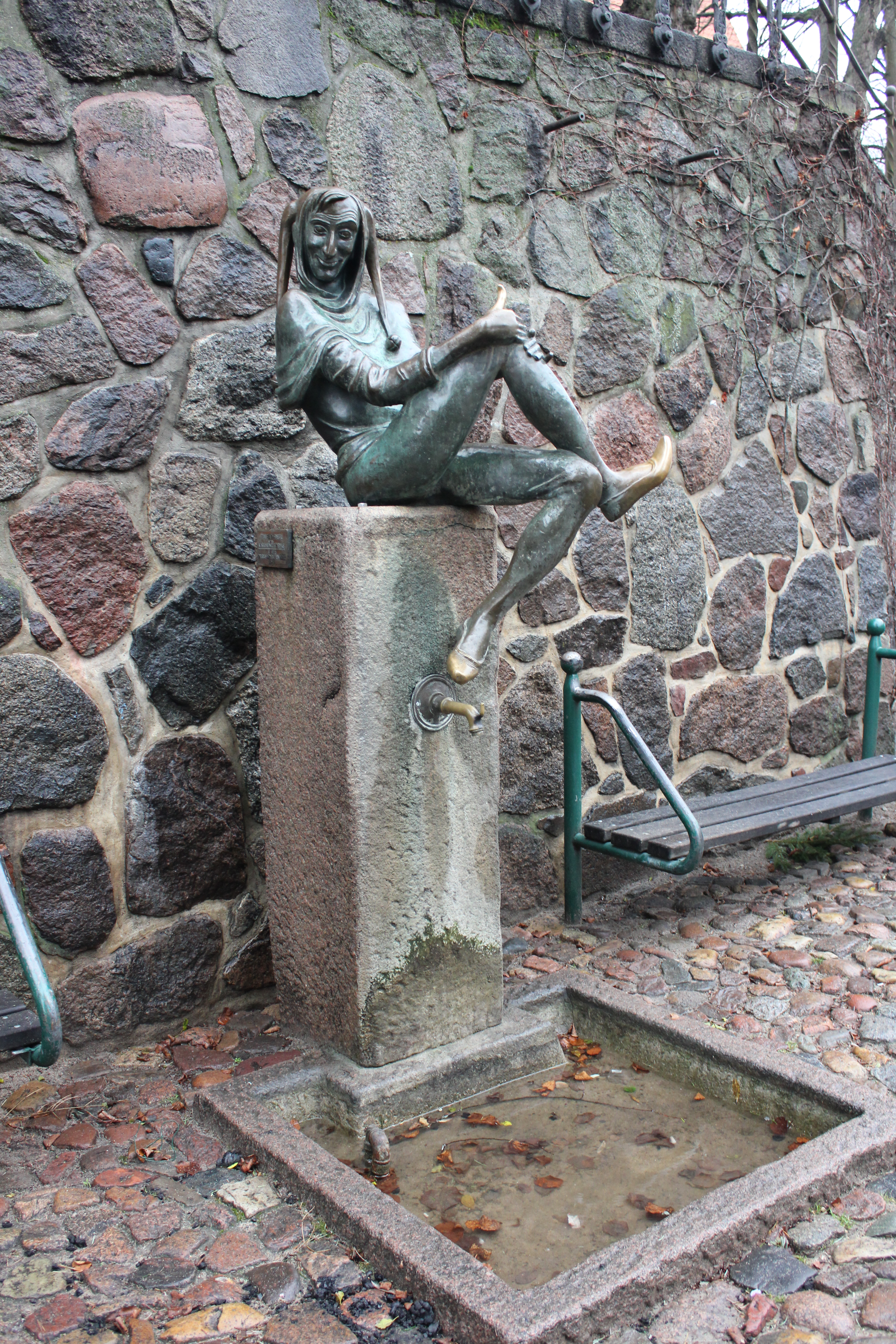
Till Eulenspiegel (Mölln)

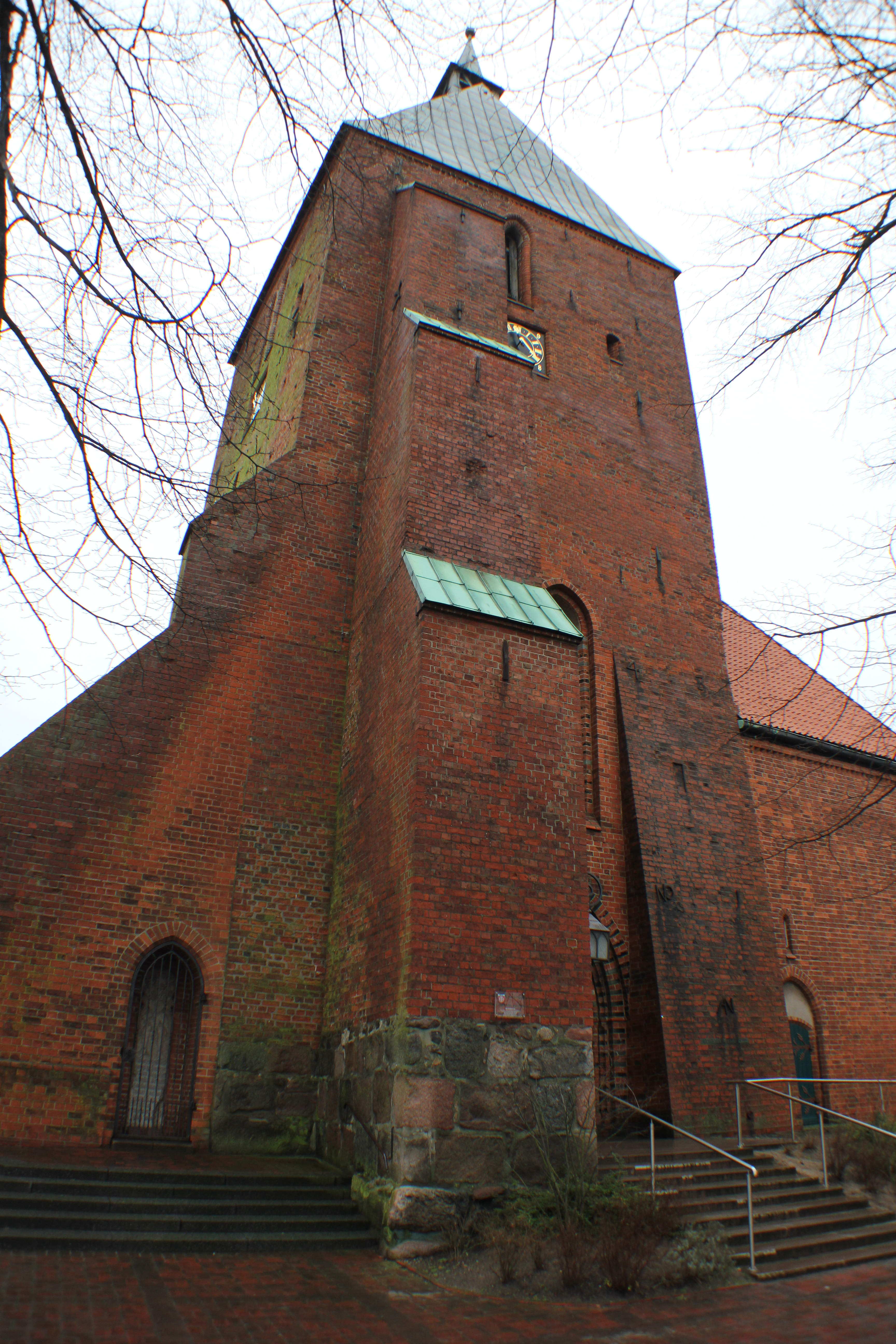
St. Nicolai

Mölln é uma cidade da Alemanha localizada no distrito de Lauenburg, estado de Schleswig-Holstein.
A cidade de Mölln é a sede do Amt de Breitenfelde, porém, não é membro.